# Risikoanalyse und Risikomanagement bei Zollkontrollen der deutschen Zollverwaltung
Die Risikoanalyse, auf die sich die Zollkontrollen der deutschen Zollverwaltung in Bezug auf Waren stützen sollen, ist Teil eines umfassenden Prozesses – als Risikomanagement bezeichnet – und gliedert sich in die vier aufeinander aufbauenden Schritte
- Datensammlung,
- Analyse und Bewertung von Risiken auf Grundlage der gesammelten Daten,
- Durchführung der Zollkontrollen aufgrund der Ergebnisse der Analyse und
- Erfolgskontrolle.

Der Begriff Risikoanalyse definiert eine Arbeitsmethode, mit der die Warenkontrollen der Bundeszollverwaltung gegenüber den Wirtschaftsbeteiligten verbessert werden sollen. Die Warenkontrollen sollen gezielt und ressourcenschonend im Hinblick auf ein Risiko getätigt werden. Sie sollen grundsätzlich nur an solchen Waren, natürlichen und juristischen Personen sowie in den Bereichen durchgeführt werden, bei denen oder wo das Risiko für Unregelmäßigkeiten bis hin zu kriminellen Machenschaften am größten ist. Unternehmen und Betriebe, die sich als vertrauenswürdig erweisen oder erwiesen haben, sollen von Warenkontrollen weitestgehend verschont bleiben. Es gilt die schwarzen Schafe aufzuspüren.
Ein Risiko ist dabei nach der Legaldefinition des Artikel 4 Nr. 25 Zollkodex grundsätzlich ein Vorfall im Zusammenhang mit Warenbewegungen zwischen der Europäischen Gemeinschaft und Drittstaaten, der dazu führt, dass das Gemeinschaftsrecht in irgendeiner Form verletzt wird, insbesondere die Abgaben nicht oder nicht in der richtigen Höhe erhoben werden.
Die Bestimmung der Höhe eines Risikos beruht auf der Wahrscheinlichkeit des Eintritts eines Vorfalls und dessen Auswirkungen. Ausdrücklich werden Stichproben ohne Risikoanalyse nicht ausgeschlossen. Grundlage für das Risikomanagement ist dabei ein elektronisches IT-Verfahren. Um die deutsche Eingangszollstelle, bei der die Ware aus einem Drittland (z. B. der Schweiz, mit der ein Freihandelsabkommen EU-Schweiz besteht) eingeführt wird, Warenkontrollen (zolltechnisch Beschau genannt) zu ermöglichen, muss der Zollbeteiligte grundsätzlich rechtzeitig eine Vorabanmeldung abgeben. Dasselbe gilt bei der Ausfuhr von Waren in Drittländer.
Um sich nicht ständigen Warenkontrollen unterwerfen zu müssen, können Unternehmen und Betriebe den Status eines zugelassenen Wirtschaftsbeteiligten (Authorised Economic Operator) erhalten.
Eine Zentralstelle „Risikoanalyse Zoll“ in Münster bündelt das Risikomanagement. Wichtige Informationszulieferer sind dabei die Zollämter und Betriebsprüfungsstellen. In der dezentralen Beteiligtenbewertung werden Erfahrungen mit dem Wirtschaftsbeteiligten zusätzlich in einer Datenbank gesammelt und ausgewertet. Aus allen Informationen werden dann Risikoprofile gebildet, die allen Zollämter elektronisch zur Verfügung stehen.
Die Zentralstelle allein reicht für eine Risikoanalyse nicht aus. Hinzukommen muss eine lokale Risikoanalyse bei den Zollämtern vor Ort. Unabdingbare Voraussetzung für diese ist, dass die Anmeldungen die Ware so konkret beschreiben, dass sie sofort und eindeutig identifiziert und in den Zolltarif eingereiht werden kann. Anmeldungen wie „Werkzeuge, Zubehör, Kaufhaus- oder Katalogware, Arzneimittel oder Lebensmittelzubereitungen“ sind für eine lokale Risikoanalyse unbrauchbar (siehe hierzu ausführlich Duric, Lokale Risikoanalyse).
Mit dem elektronischen System ATLAS können bei den Zollämtern abschnittsweise in Bezug auf den Zolltarif Abfragen bezüglich der Anmeldungen getätigt werden, so dass das Zollamt einen präzisen Überblick über die eingeführten Waren hat. Die Beschauen zu den einzelnen Abschnitten können ebenfalls abgerufen werden (siehe hierzu ausführlich Duric, Zollverwaltungszielekatalog).
Bei einem hohen Risiko muss die Zollkontrolle eine volle Mengen- und repräsentative Beschaffenheitsbeschau sein.